# Jonila Godole
Jonila Godole (ur. 30 września 1974) – albańska pedagożka, dziennikarka, publicystka i tłumaczka z języka niemieckiego. Dołączyła do Demokratycznej Partii Albanii, gdzie objęła funkcję sekretarza ds. osób prześladowanych politycznie.

## Życiorys
W latach 90. udzielała wywiadów dla czasopism Populli Po oraz Koha Jonë. W 1998 roku wyjechała do Frankfurtu nad Menem, gdzie do 2005 roku mieszkała i studiowała na Uniwersytecie Johanna Wolfganga Goethego, a po powrocie do Albanii wykładała dziennikarstwo na Uniwersytecie Tirańskim. Objęła w 2014 roku funkcję dyrektora Instytutu Demokracji, Mediów i Kultury (alb. Instituti për Demokraci, Media dhe Kulturë.

## Książki[5]
- Njeriu i Rërës/Der Sandmann (2009)[6][1]
- Transformimi i medias dhe kujtesa kolektive në Shqipëri (2015)
- Komunizmi përmes dokumenteve arkivore 1: Represioni në periudhën e vetizolimit (2017)
- Komunizmi përmes dokumenteve arkivore 2: Jeta e përditshme në periudhën e vetizolimit (2018)
- Manual mbi historinë gojore (2019)
- Mes apatisë dhe nostalgjisë: Kujtesa publike dhe private e komunizmit në Shqipërinë e sotme (2019)
- (Mos)rehabilitimi i ish-të përndjekurve politikë: Në procesin e drejtësisë tranzicionale (1991–2018) (2019)
- Debati mbi filmat e ish-Kinostudios (2020)
- Komunizmi përmes dokumenteve arkivore 3: Shkolla, rinia dhe "revolucioni ideologjik e kulturor" (1967–71) (2020)

## Prace naukowe
- Albania: A need for dialogue with media outlets on internships[7][4][8]
- The professional routine of the Albanian journalist: A look at a day of work[9]
- Gazetaria shqiptare në tranzicion (2014)[10]
- Journalism education in Albania (2015)[10]
- Journalists in Albania (2016)[11]
- New Roles for Media in the Western Balkans (2017)[12]

## Wybrane publikacje
- "Ich habe ganz skandalöse Sachen geschrieben" (2010)
- Albanien: Deutschland als Musterland (2016)
- Arsimi si “patate e nxehtë” në fushatën elektorale (2017)
- Debati për kujtesën përtej Kinostudios (2017)
- Europa dënon krimet e komunizmit, por Rezoluta jonë fle (2017)
- Kujtesa dhe armiqtë e saj (2017)

## Nagrody i odznaczenia
W 2010 roku za swoją powieść pod tytułem Der Sandmann Godole została nagrodzona przez austriackie Ministerstwo Spraw Zagranicznych i przez PEN Club.
W 2011 roku została uhonorowana nagrodą Çmimi Kult 2011.
16 grudnia 2019 roku prezydent Austrii Alexander Van der Bellen uhonorował Jonilę Godole Odznaką Honorową za Zasługi dla Republiki Austrii.
23 lutego 2022 roku otrzymała od prezydenta Niemiec Franka-Waltera Steinmeiera Order Zasługi Republiki Federalnej Niemiec.